# Winchmore Hill
Winchmore Hill är en by i Buckinghamshire i England (ej att förväxla med Winchmore Hill in London). Byn är belägen 45,7 km 
från Buckingham. Orten har 635 invånare (2015).